# France aux Jeux olympiques d'été de 1932

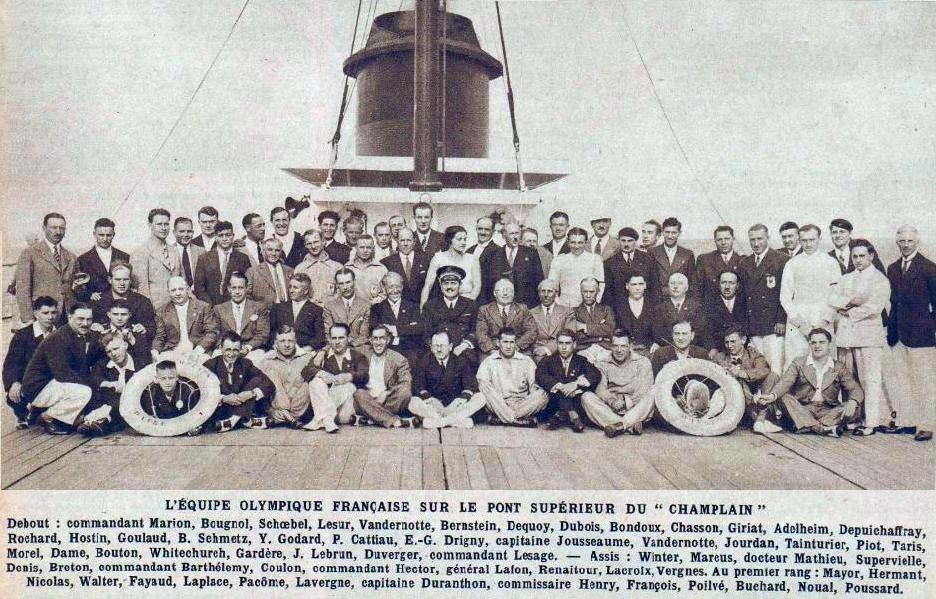
La délégation française aux JO de 1932, de retour au port du Havre.

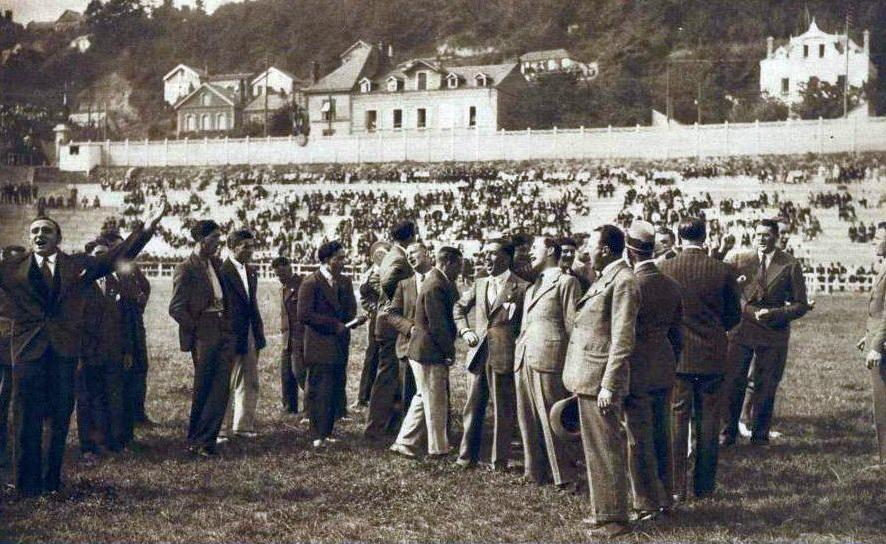
La délégation française aux JO de 1932, de retour au stade du Havre (G. Hostier, D. Noël).

L'équipe de France olympique participe aux Jeux olympiques d'été de 1932 à Los Angeles. Elle y remporte dix-neuf médailles : dix en or, cinq en argent et quatre en bronze, se situant à la troisième place des nations au tableau des médailles. L'athlète Jules Noël est le porte-drapeau d'une délégation française comptant 103 sportifs.

## Bilan général
| Place | Sport         | Médaille d'or, Jeux olympiques | Médaille d'argent, Jeux olympiques | Médaille de bronze, Jeux olympiques | Total |
| 1     | Haltérophilie | 3                              | 0                                  | 0                                   | 3     |
| 2     | Equitation    | 2                              | 1                                  | 0                                   | 3     |
| 2     | Escrime       | 2                              | 1                                  | 0                                   | 3     |
| 4     | Cyclisme      | 1                              | 2                                  | 1                                   | 4     |
| 5     | Lutte         | 1                              | 0                                  | 1                                   | 2     |
| 6     | Voile         | 1                              | 0                                  | 0                                   | 1     |
| 7     | Natation      | 0                              | 1                                  | 0                                   | 1     |
| 8     | Athlétisme    | 0                              | 0                                  | 1                                   | 1     |
| 8     | Aviron        | 0                              | 0                                  | 1                                   | 1     |
| Total | Total         | 10                             | 5                                  | 4                                   | 19    |

## Liste des médaillés français

### Médailles d'or
| Sport               | Discipline              | Sportifs                                                                                       | Performance |
| Médailles d'or : 10 |                         |                                                                                                |             |
| Cyclisme sur piste  | Tandem (H)              | Louis Chaillot Maurice Perrin                                                                  |             |
| Équitation          | Dressage                | Xavier Lesage                                                                                  |             |
| Équitation          | Dressage par équipes    | André Jousseaume Xavier Lesage Charles Marion                                                  |             |
| Escrime             | Fleuret par équipes (H) | René Bondoux René Bougnol Philippe Cattiau Édward Gardère René Lemoine Jean Piot               |             |
| Escrime             | Épée par équipes (H)    | Georges Buchard Philippe Cattiau Fernand Jourdant Jean Piot Bernard Schmetz Georges Tainturier |             |
| Haltérophilie       | 60 kg (H)               | Raymond Suvigny                                                                                |             |
| Haltérophilie       | 67,5 kg (H)             | René Duverger                                                                                  |             |
| Haltérophilie       | 82,5 kg (H)             | Louis Hostin                                                                                   |             |
| Lutte               | Libre - 66 kg (H)       | Charles Pacôme                                                                                 |             |
| Voile               | Snowbird                | Jacques Lebrun                                                                                 |             |

### Médailles d'argent
| Sport                  | Discipline            | Sportifs                                                        | Performance |
| Médailles d'argent : 5 |                       |                                                                 |             |
| Cyclisme sur piste     | Vitesse               | Louis Chaillot                                                  |             |
| Cyclisme sur piste     | Poursuite par équipes | Paul Chocque Amédée Fournier René Le Grevès Henri Mouillefarine |             |
| Équitation             | Dressage              | Charles Marion                                                  |             |
| Escrime                | Épée (H)              | Georges Buchard                                                 |             |
| Natation               | 400 m nage libre (H)  | Jean Taris                                                      |             |

### Médailles de bronze
| Sport                   | Discipline              | Sportifs                                 | Performance |
| Médailles de bronze : 4 |                         |                                          |             |
| Athlétisme              | Disque (H)              | Paul Winter                              | 47,85 m     |
| Aviron                  | Deux avec barreur       | Anselme Brusa André Giriat Pierre Brunet |             |
| Cyclisme sur piste      | km contre la montre     | Charles Rampelberg                       |             |
| Lutte                   | Gréco-romaine 56 kg (H) | Louis François                           |             |

## Engagés français par sport

### Athlétisme
| Épreuve          | Hommes | Femmes                         |
| ---------------- | --- | ------------------------------ |
| 800 m            | Séra Martin : finale (8e place) Jean Keller : séries René Morel : séries                                        | Pas d'athlète féminine engagée |
| 5 000 m          | Roger Rochard : finale (abandon)                                                                                | Pas d'athlète féminine engagée |
| 400 m haies      | André Adelheim : 1/2 finale                                                                                     | Pas d'athlète féminine engagée |
| 3 000 m steeple  | Roger Vigneron : séries                                                                                         | Pas d'athlète féminine engagée |
| 50 km marche     | Henri Quintric : 7e                                                                                             | Pas d'athlète féminine engagée |
| Marathon         | François Bégeot : 16e                                                                                           | Pas d'athlète féminine engagée |
| Lancer du disque | Paul Winter Médaille de bronze (47,85 m) · Jules Noël : finale (4e place) · Clément Duhour : finale (16e place) | Pas d'athlète féminine engagée |
| Lancer du poids  | Paul Winter : finale (13e place) Jules Noël : finale (8e place) Clément Duhour : finale (11e place)             | Pas d'athlète féminine engagée |
| Saut en hauteur  | Claude Ménard : finale (9e place)                                                                               | Pas d'athlète féminine engagée |

### Aviron
| Hommes |
| --- |
| Deux de pointe avec barreur - Pierre Brunet - Anselme Brusa - André Giriat médaille de bronze Deux de couple - Fernand Vandernotte - Marcel Vandernotte, 4e |

### Boxe
| Hommes |
| --- |
| Mouche (moins de 50,8 kg) - Gaston Fayaud, 9e Coq (moins de 54 kg) - Pierre Bonnet (sportif), 17e Léger (moins de 61,24 kg) - Gaston Mayor, 5e Welter (moins de 66,68 kg) - Lucien Laplace, 5e Moyen (moins de 72,57 kg) - Roger Michelot, 4e Mi-lourd (moins de 79,38 kg) - Paul Nicolas, 5e |

### Cyclisme[2]
| Hommes |
| --- |
| Route Course en ligne hommes - Paul Chocque, 10e - Amédée Fournier, 13e - Henri Mouillefarine, 14e - Georges Conan, 24e Route par équipes - Amédée Fournier - Paul Chocque - Henri Mouillefarine, 5e Piste Vitesse 1 000 mètres - Louis Chaillot médaille d’argent Contre la montre par équipes hommes - Charles Rampelberg médaille de bronze Tandem hommes - Maurice Perrin et Louis Chaillot médaille d’or Poursuite par équipes hommes - René Le Grevès, Amédée Fournier, Paul Chocque et Henri Mouillefarine médaille d’argent |

### Équitation
| Hommes |
| --- |
| Dressage individuel - Xavier Lesage médaille d’or - Charles Marion médaille d’argent - André Jousseaume 5e Dressage par équipes - Xavier Lesage, Charles Marion et André Jousseaume médaille d’or |

 Escrime
| Hommes | Femmes                            |
| --- | --------------------------------- |
| Épée individuel - Philippe Cattiau - Géo Buchard médaille d’argent Sabre individuel - Jean Piot - Édward Gardère Fleuret individuel - Édward Gardère - Philippe Cattiau 9e - René Bougnol 8e Fleuret par équipes - Édward Gardère, Philippe Cattiau,René Bondoux, Jean Piot, René Bougnol, René Lemoine médaille d’or Épée par équipes - Géo Buchard, Bernard Schmetz, Georges Tainturier, Fernand Jourdant, Jean Piot et Philippe Cattiau médaille d’or | Fleuret individuel - Jeanne Vidal |

### Haltérophilie
| Hommes |
| --- |
| Poids plume (jusqu'à 60 kg) - Raymond Suvigny médaille d’or Poids léger (jusqu'à 67,5 kg) - René Duverger médaille d’or Poids moyen (jusqu'à 75 kg) - Roger François 4e Poids mi-lourd (jusqu'à 82,5 kg) - Louis Hostin médaille d’or Poids lourd (plus 82,5 kg) - Marcel Dumoulin 4e |

### Lutte
| Hommes |
| --- |
| Lutte gréco-romaine poids coq, -56 kg - Louis François Lutte gréco-romaine poids mi-moyen, 66 - 72 kg - Maxime Lubat Lutte gréco-romaine poids moyens, 72 - 79 kg - Émile Poilvé 4e Lutte libre poids plume, 56 - 61 kg - Jean Chasson Lutte libre poids léger, 61 - 66 kg - Charles Pacôme médaille d’or Lutte libre poids coq, -56 kg - Julien Depuychaffray Lutte libre poids moyen, 72 - 79 kg - Emile Poilvé |

### Natation
| Hommes | Femmes                                                                         |
| --- | ------------------------------------------------------------------------------ |
| Natation 400 m nage libre - Jean Taris médaille d’argent 1 500 m nage libre - Jean Taris 6e 100 m dos - Marcel Noual 200 m dos - Alfred Schoebel - Ulysse Cartonnet Plongeon 3 m - Émile Poussard 7e | Natation 100 m nage libre - Yvonne Godard 400 m nage libre - Yvonne Godard, 5e |

### Pentathlon moderne
| Hommes               |
| -------------------- |
| - Ivan Duranthon 10e |

### Voile
| Hommes |
| --- |
| Finn - Jacques Lebrun médaille d’or Quillard deux équipiers (mixte) - Jean Peytel et Jean-Jacques Herbulot 5e |